# Thraulodes mexicanus
Thraulodes mexicanus är en dagsländeart som först beskrevs av Eaton 1884.  Thraulodes mexicanus ingår i släktet Thraulodes och familjen starrdagsländor. Inga underarter finns listade i Catalogue of Life.